# 巴比伦塔 (游戏)
《巴比伦塔》是一款由南梦宫公司制作的益智类游戏。游戏于1986年7月18日在日本地区FC游戏机发行。
玩家控制着角色是考古学家和探险家印第安纳·博格宁。他需要通过移动L型块或者通过藤蔓来进入下一层。
游戏于2023年6月6日登陸任天堂Switch Online服務並首次全球發行。